# Distretto di Saraydüzü
Il distretto di Saraydüzü (in turco Saraydüzü ilçesi) è uno dei distretti della provincia di Sinope, in Turchia.